# Daniel Murphy
Pour les articles homonymes, voir Daniel Murphy (homonymie).
Daniel Thomas Murphy (né le 1er avril 1985 à Jacksonville, Floride, États-Unis) est un joueur de deuxième but ayant évolué dans la Ligue majeure de baseball de 2008 à 2020.
Pour les Mets de New York, Daniel Murphy est joueur par excellence de la Série de championnat 2015 de la Ligue nationale. Il réalise un fait inédit dans l'histoire du baseball majeur lorsqu'il réussit un coup de circuit lors de 6 matchs éliminatoires consécutifs à l'automne 2015.

## Carrière

### Mets de New York
Après des études supérieures à la Jacksonville University, Daniel Murphy est repêché le 6 juin 2006 par les Mets de New York au treizième tour de sélection. Il joue son premier match en Ligue majeure avec les Mets le 2 août 2008 et réussit son premier coup sûr à sa première présence au bâton, aux dépens de Roy Oswalt des Astros de Houston,.
Murphy joue dans 49 parties pour les Mets en 2008 et est utilisé en défensive à la position de voltigeur. Il maintient une moyenne au bâton de ,313 avec 41 coups sûrs, 2 circuits et 17 points produits.
En 2009, ce lanceur droitier et frappeur gaucher est muté à la position de joueur de premier but. Il apparaît dans 155 parties avec New York, frappant pour 0,266 avec 12 circuits et 63 points produits.
Murphy doit se contenter de jouer en ligues mineures en 2010 à la suite de deux blessures. Il manque ainsi l'ouverture de la saison à la suite d'un coup reçu au genou lors de l'entraînement de printemps. De retour au jeu en ligues mineures, il se blesse de nouveau le 2 juin. L'opération est évitée, mais sa saison est terminée.

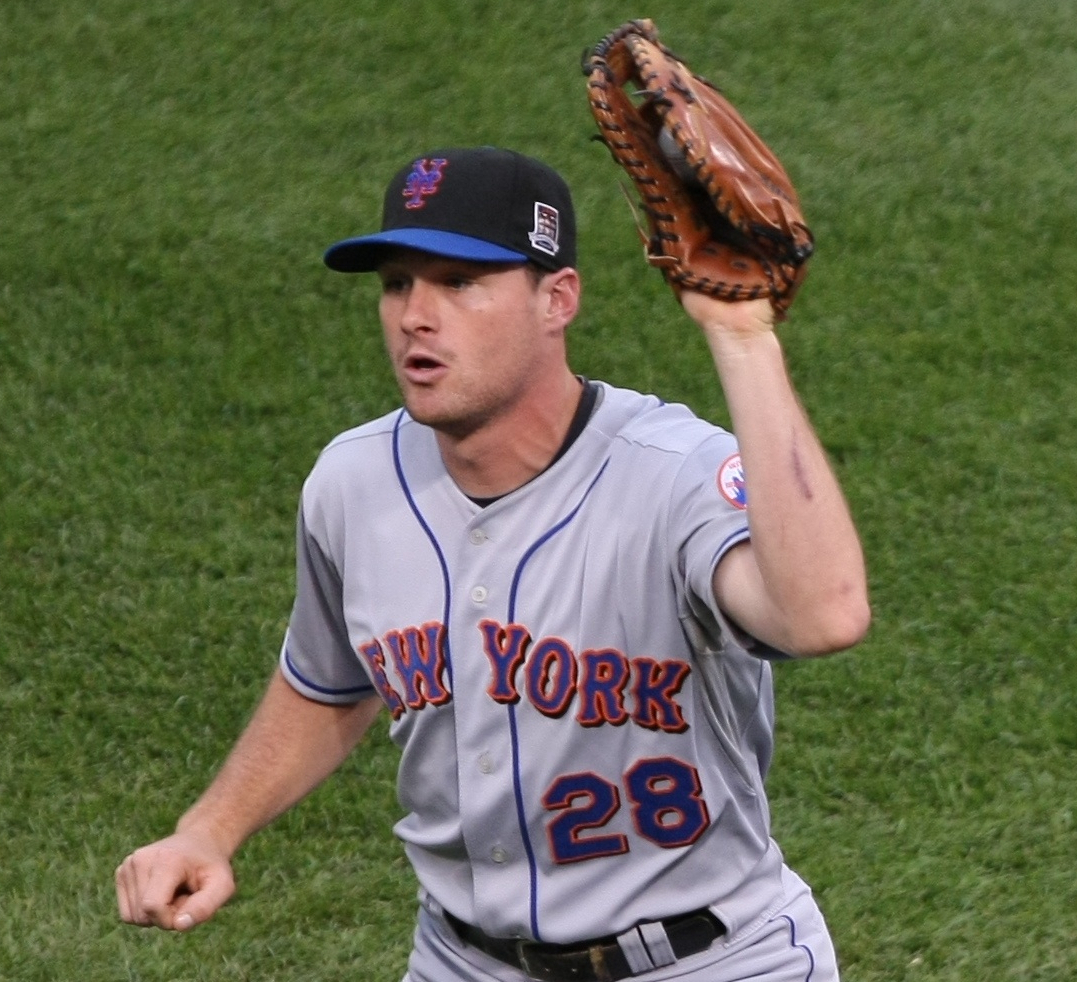
Daniel Murphy en 2009 avec les Mets de New York.

Murphy revient au jeu avec les Mets le 2 avril 2011. Pendant la saison qui suit, il partage son temps entre les premier, deuxième et troisième coussins. En 109 parties jouées, il présente une excellente moyenne au bâton de ,320 avec 125 coups sûrs, 6 circuits et 49 points produits. Cependant, une blessure au ligament collatéral médial du genou gauche met fin à sa saison le 7 août lorsque José Constanza des Braves d'Atlanta tente de voler un but et entre en collision avec Murphy, qui joue ce jour-là au deuxième coussin. Dans la soirée du 1er mai 2011, Daniel Murphy est au bâton pour les Mets au Citizens Bank Park de Philadelphie dans une partie contre les Phillies lorsque les spectateurs réagissent bruyamment à l'annonce de la mort d'Oussama ben Laden, une nouvelle qu'ignorent les joueurs se trouvant sur le terrain.
Murphy dispute 156 matchs des Mets en 2012 et atteint de nouveaux sommets personnels de coups sûrs (166), de points produits (65), de points marqués (62) et de buts volés (10). Il est dans le top 10 de la Ligue nationale pour les doubles avec 40, un autre record pour lui. Sa moyenne au bâton se chiffre à ,291 pour l'année. À partir de 2012, Murphy est presque exclusivement joueur de deuxième but pour les Mets.
En 2013, il compile de nouveaux sommets personnels de coups sûrs (188), de circuits (13), de points produits (78), de buts volés (23) et de points marqués (92) en plus de frapper dans une moyenne au bâton de ,286. Il est le meneur des Mets pour les coups sûrs, les doubles (38), les points marqués et les points produits.
En 2014, il est invité à son premier match d'étoiles. En 2014, il mène les Mets pour les coups sûrs (172), les doubles (37), les points marqués (79) et la moyenne au bâton (,289).

#### Saison 2015
Après avoir frappé un record personnel de 14 circuits durant la saison régulière 2015, Murphy s'illustre dans les séries éliminatoires qui suivent. Il frappe 3 circuits en 5 matchs dans la Série de divisions que les Mets remportent sur les Dodgers de Los Angeles. Dans le dernier match, disputé à Los Angeles, entre ces deux clubs, il produit le premier point des Mets, vole le troisième but en quatrième manche, puis frappe en sixième manche le circuit qui fait gagner New York, 3-2.
Il enchaîne avec des coups de circuit dans les quatre matchs de la Série de championnat 2015 de la Ligue nationale face aux Cubs de Chicago. Ce faisant, Murphy est le premier joueur de l'histoire à frapper des coups de circuit dans 6 matchs éliminatoires consécutifs. Il bat le record de Carlos Beltrán, qui en avait frappé dans 5 matchs éliminatoires de suite en 2004 pour les Astros de Houston. Murphy bat aussi l'ancienne performance record pour un joueur des Mets de 3 circuits en 3 matchs, par Donn Clendenon dans la Série mondiale 1969. Son total de circuits en carrière lors des éliminatoires (alors de 7) représente le nouveau record des Mets, devant les 5 réussis par Mike Piazza en 1999 et 2000.
Daniel Murphy est sans surprise nommé joueur par excellence de la Série de championnat 2015 de la Ligue nationale après une performance de 4 circuits ; 6 points produits ; 6 points marqués ; une moyenne au bâton de ,529; un pourcentage de présence sur les buts de ,556 et une moyenne de puissance de 1,294 dans les 4 matchs contre les Cubs de Chicago.
Il connaît une Série mondiale 2015 moins reluisante, particulièrement en défensive. Lors du 4e match de la finale, perdue en 5 rencontres aux mains des Royals de Kansas City, Murphy commet une erreur en 8e manche qui permet à l'adversaire de créer l'égalité lorsqu'une balle frappée par Eric Hosmer passe bêtement sous son gant. Il commet une autre erreur en 12e manche du match suivant, où les Mets s'effondrent en accordant 5 points à Kansas City.

### Nationals de Washington
Le 6 janvier 2016, Murphy signe un contrat de 37,5 millions de dollars pour trois saisons chez les Nationals de Washington.
Murphy honore en 2016 sa seconde sélection en carrière au match des étoiles et remporte pour la première fois un Bâton d'argent, le confirmant comme meilleur joueur de deuxième but offensif de la saison. Il frappe 25 circuits et récolte 104 points produits en 2016, mène la Ligue nationale pour la moyenne de puissance (,595) et l'OPS (,985) et rate de peu le titre de champion frappeur : sa moyenne au bâton de ,347 est la seconde meilleure de la ligue derrière D. J. LeMahieu (,348). Il termine 2e derrière Kris Bryant au vote désignant le joueur par excellence de la Ligue nationale en 2016.

## Vie personnelle
La décision de Daniel Murphy de s'absenter pour les deux premiers jours de la saison 2014 afin de se rendre en Floride pour rejoindre son épouse et assister à la naissance de leur second enfant entraîne des critiques envers le joueur des Mets, notamment celles formulées par l'animateur de radio Mike Francesca et son collègue, l'ancien joueur de football Boomer Esiason. Murphy défend sa décision et le droit aux congés de paternité, d'ailleurs protégé par son syndicat. Il reçoit l'appui des Mets et suscite un débat plus large sur les congés parentaux aux États-Unis.
En mars 2015, après avoir rencontré Billy Bean, ambassadeur de la Ligue majeure de baseball pour l'inclusion, Daniel Murphy indique aux journalistes qu'il « désapprouve » le « style de vie » de Bean et « désapprouve le fait qu'il soit homosexuel ». Évoquant sa foi chrétienne, Murphy précise qu'il est ouvert aux individus homosexuels, incluant Bean, et qu'il l'accepterait comme coéquipier tout en désapprouvant ce qu'il appelle son « style de vie ». Peu après, et en dépit d'une réponse diplomate de Bean, qui loue entre autres sa décision l'année précédente de défendre les congés parentaux, Murphy laisse savoir qu'il ne discutera plus publiquement de ses convictions religieuses.
En 2012, le jeune frère de Daniel Murphy, Jonathan, né en 1990, est réclamé par les Twins du Minnesota au 19e tour de sélection du repêchage amateur. Il joue trois ans en ligues mineures avec des clubs affiliés aux Twins, sans atteindre le baseball majeur.

## Statistiques
| Saison | Équipe                  | G    | AB   | R   | H    | 2B  | 3B | HR  | RBI | SB | BA    |
| ------ | ----------------------- | ---- | ---- | --- | ---- | --- | -- | --- | --- | -- | ----- |
| 2008   | NY Mets                 | 49   | 131  | 24  | 41   | 9   | 3  | 2   | 17  | 0  | 0,313 |
| 2009   | NY Mets                 | 155  | 508  | 60  | 135  | 38  | 4  | 12  | 63  | 4  | 0,266 |
| 2011   | NY Mets                 | 109  | 391  | 49  | 125  | 28  | 2  | 6   | 49  | 5  | 0,320 |
| 2012   | NY Mets                 | 156  | 571  | 62  | 166  | 40  | 3  | 6   | 65  | 10 | 0,291 |
| 2013   | NY Mets                 | 161  | 658  | 92  | 188  | 38  | 4  | 13  | 78  | 23 | 0,286 |
| 2014   | NY Mets                 | 143  | 596  | 79  | 172  | 37  | 2  | 9   | 57  | 13 | 0,289 |
| 2015   | NY Mets                 | 130  | 499  | 56  | 140  | 38  | 2  | 14  | 73  | 2  | 0,281 |
| 2016   | Washington              | 142  | 531  | 88  | 184  | 47  | 5  | 25  | 104 | 5  | 0,347 |
| 2017   | Washington              | 144  | 534  | 94  | 172  | 43  | 3  | 23  | 93  | 2  | 0,322 |
| 2018   | Washington Chicago Cubs | 91   | 328  | 40  | 98   | 15  | 0  | 12  | 42  | 3  | 0,299 |
| Totaux | Totaux                  | 1280 | 4747 | 644 | 1421 | 333 | 28 | 122 | 641 | 67 | 0,299 |

Note : G = Matches joués ; AB = Passages au bâton; R = Points ; H = Coups sûrs ; 2B = Doubles ; 3B = Triples ; 
HR = Coup de circuit ; RBI = Points produits ; SB = Buts volés ; BA = Moyenne au bâton.